# Бельмас, Николай Семёнович
Николай Семёнович Бельмас (1906, Князь-Ивановка — 3 мая 1968, Днепропетровск) — советский деятель, заместитель председателя Днепропетровского облисполкома, председатель исполнительного комитета Днепродзержинского городского совета депутатов трудящихся Днепропетровской области.

## Биография
Родился в 1906 году в деревне Князь-Ивановка Верхнеднепровского уезда Екатеринославской губернии (теперь в составе села Алексеевка Софиевского района Днепропетровской области).
Трудовую деятельность начал в 1924 году продавцом сельскохозяйственного общества на станции Милорадовка Екатерининской железной дороги. С 1925 года работал на металлургическом заводе имени Дзержинского в городе Каменском.
С 1931 года — на ответственной административной и советской работе в городе Каменском (Днепродзержинске) в Днепропетровской области.
Член ВКП(б) с 1938 года.
Во время Великой Отечественной войны находился в эвакуации. В 1941—1944 годах — на хозяйственной и партийной работе в Чкаловской и Тамбовской областях РСФСР.
В 1944—1948 годах — председатель исполнительного комитета Днепродзержинского городского совета депутатов трудящихся Днепропетровской области.
В 1948—1956 годах — заместитель председателя исполнительного комитета Днепропетровского областного совета депутатов трудящихся.
В 1956 — январе 1968 года — председатель правления Днепропетровского областного союза потребительских обществ (облпотребсоюза).
С января 1968 года — персональный пенсионер.

## Награды
- орден Ленина
- дважды Орден Трудового Красного Знамени (23.01.1948,)
- Орден «Знак Почёта» (26.02.1958)
- медали